# Вилхелм Гора
Вилхелм Антони Гора (18. јануар 1916 — 21. мај 1975) био је пољски фудбалер који је играо на позицији везног играча.
Његова каријера је почела у Шарлеју - малом засеоку у близини Битома. После неколико година, прешао је у Погоњ Катовице (који више не постоји) пре него што се придружио Краковији, једном од најбољих тимова међуратне Пољске.
Његов деби у пољској лиги догодио се 1934. године, а до 1939. Гора је учествовала у 134 утакмице против Краковије, освојивши титулу првака 1937. године са остатком тима. Године 1935. дебитовао је за репрезентацију Пољске, а 1936. године био је учесник Олимпијских игара, где је Пољска завршила на четвртом месту. Играо је у поразу од Бразила резултатом 5 : 6 на Светском првенству у фудбалу 1938. 5. јуна 1938. у Стразбуру, у Француској.
До 1939. године, Гора је био кључни везни играч пољске репрезентације и до тада је одиграо 16 утакмица. Након почетка Другог светског рата, потписао се на Volksliste (листу немачке националности), што му је омогућило да настави каријеру. Гора је остао у Кракову, играјући у чисто немачком тиму ДТСГ Кракау (један од спонзора овог клуба био је Оскар Шиндлер ). Позван у Вермахт, одведен је са својом јединицом у Италију, где су га заробили савезнички војници. Тамо се Гора придружио 2. корпусу пољске војске под командом генерала Владислава Андерса .
После 1945. године, Гора је желеo да се врати у Горњу Шлезију. Међутим, то се показало немогућим и стога је остао у Западној Немачкој, где је и умро.